# 周之夫
周之夫（1579年—17世紀），字民獻，號赤城，湖廣黃州府麻城縣人，明朝政治人物。

## 生平
周之夫是萬曆二十五年（1597年）舉人，萬曆三十五年（1607年）成進士，獲授福州府推官，四十一年升南礼部主事，后降职为顺天府照磨、通判，天启中升任户部郎中，到天啟二年（1622年）以戶部江西司郎中前往永平管糧。天启五年外任溫州府知府，主持浙江鄉試取錄潘曾紘、陸鰲、陶崇道等人，有「知人」之譽。
周之夫擅長八股文，有《青袍壺隱》草稿行世。

## 家族
曾祖周文雍，壽官。祖父周法，累赠中憲大夫山東按察司副使。父周思稷，隆庆二年进士，官河南布政司左参政。母梅氏，累封恭人。慈侍下。兄周之人（监生）、周之取。弟周之太。